# Jürgen Hildebrand
Jürgen Hildebrand (* 24. Juli 1948 in Halle (Saale)) ist ein deutscher Handballtrainer und ehemaliger Handballspieler.

## Leben
Der 1,90 Meter große Hildebrand begann mit dem Handballspiel 1958 bei SG Dynamo Halle und spielte ab 1968 beim SC Dynamo Berlin. 1982 beendete er seine aktive Laufbahn bei der BSG Stahl Brandenburg.
Er stand 174 mal im Aufgebot der Männer-Handballnationalmannschaft der DDR, bei der Weltmeisterschaft 1974 wurde er mit dem Nationalteam Zweiter und bei der Weltmeisterschaft 1978 Dritter. Er spielte für die DDR auch bei den Olympischen Spielen 1972.
Ab 1978 war Jürgen Hildebrand hauptamtlicher Trainer im Trainingszentrum der SG Dynamo Brandenburg-West. Im Jahr 2010 war Jürgen Hildebrand erster Vorsitzender des SV 63 Brandenburg-West. Sein Verdienst ist unter anderem der Umbau des Vereins vom reinen Jugend-Trainingszentrum zum vollwertigen Handballverein mit Jugend-, Männer- und Frauenmannschaften. Größter sportlicher Erfolg des SV 63 Brandenburg-West war unter anderem der Aufstieg der ersten Männermannschaft 2006 in die Regionalliga Nordost.